# 世界政府峰会
世界政府峰会是2013年起每年在阿拉伯联合酋长国迪拜举行的會議。 許多國家的领导人、思想领袖以及企業高管會出席會議探討人類未来、技术創新以及其他主题。